# Hans-Joachim Frohberg
Hans-Joachim Frohberg (* 5. April 1935 in Dresden; † 2005 in Berlin) war ein deutscher Textildesigner und konstruktivistischer bildender Künstler.

## Leben und Werk
Frohberg zeigte schon als Kind Interesse am Malen und Zeichnen. Er besuchte in der Oberschulzeit Zeichen- und Fotokurse. Nach dem Abitur studierte von 1953 bis 1958 an der Kunsthochschule Berlin-Weißensee Formgestaltung. Seine wichtigsten Lehrer waren Arno Mohr (Grundstudium), Selman Selmanagic, der ihn mit den Bauhaus-Ideen bekannt machte, Herbert Behrens-Hangeler und Ernst Rudolf Vogenauer. Als Teil seiner Diplomarbeit entwarf Frohberg einen Dekostoff, der von der renommierten Weberei Kurt Tannenhauer – Möbel- und Dekorationsstoffe in Braunsdorf produziert wurde.
An der Hochschule entstanden langjährige freundschaftliche Beziehungen zu seinen Kommilitonen Rudolf Austen, Gerlind (* 1933; Textilgestalterin) und Konrad Knebel. Frohberg übernahm schon während des Studiums gebrauchsgrafische Aufträge, so 1955 für ein Plakat der Ausstellung Jugendliches Laienschaffen im Karl-Marx-Städter Museum am Theaterplatz. Von 1958 bis 1963 war er Entwerfer und Leiter der Abteilung Druckmusterung im VEB Gardinen- und Dekowerke Zwickau. Ab 1963 arbeitete er in Berlin am Institut für Angewandte Kunst. Von 1966 bis 1972 war er Leiter des Sektors Flächengestaltung am Berliner Zentralinstitut für Formgestaltung. In der Folge struktureller Veränderungen arbeitete er von 1972 bis 1977 als wissenschaftlicher Mitarbeiter, von 1977 bis 1982 als Leiter der Abteilung Möbel/Fläche und von 1973 bis 1987 als wissenschaftlicher Mitarbeiter für Design-Strategie im Amt für Industrielle Formgestaltung (AIF). Er arbeitete dann in Berlin-Mahlsdorf freiberuflich und hatte noch eine Teilbeschäftigung am AIF. Frohberg, veröffentlichte Fachaufsätze in den Zeitschriften „form + zweck“, „Kunst und Form“ (Prag) und „Textilkunst international“ (Hannover). Neben seiner fachlichen Arbeit war er künstlerisch tätig. So schuf er ab 1970 Faltungen, Collagen und Faltdrucke, zunehmend konstruktivistische Arbeiten wie Montagen aus Sandpapier, Leinen, Sack, Leder, Furnier, Blech, Scherben und anderen. Ab 1984 hatte er Ausstellungen mit künstlerischen Arbeiten. Ab 1989 widmete er sich gänzlich der eigenen freien künstlerischen Arbeit, in der er sich der konstruktivistischen Formkultur und dem Prinzip Collage verpflichtet fühlte.
Frohberg war bis 1990 Mitglied des Verbands Bildender Künstler der DDR. Nach der deutschen Wiedervereinigung unternahm er viele Auslandsreisen.
Frohberg war seit 1962 mit Genia Frohberg verheiratet. Ihr Sohn Boris Frohberg ist Diplom-Restaurator.

## Werke als freier Künstler (Auswahl)
- o. T. (1988, Collage, textiler Stoff, Sandpapier und Zeitung; 150 × 105 mm)[1]

## Ausstellungen (unvollständig)

### Einzelausstellungen
- 1985: Zwickau
- 1986: Magdeburg
- 1987: Berlin, Galerie M (Bildwirkerei, Textilcollagen; mit Genia Frohberg)
- 1989: Berlin, Galerie Passage (Textiles und Collagen; mit Genia Frohberg)
- 2024: Berlin, Galerie Ostart (mit Genia Frohberg)
- Postum 2006: Loschwitz, Ortsamt („Konstruktion und freies Spiel“; Nachlassausstellung)

### Teilnahme an zentralen und wichtigen regionalen Ausstellungen in der DDR
- 1962/1963 und 1967/1968: Dresden, Fünfte und VI. Deutsche Kunstausstellung
- 1985: Weimar, Kunsthalle am Theaterplatz („Textil '85. 3. Ausstellung der Textilgestaltung in der DDR“)
- 1987/1988: Altenburg/Thür., Lindenau-Museum („Von Merz bis heute. Kurt Schwitters zum 100.“)